# Septembre éditeur

Septembre éditeur est un éditeur qui se spécialise depuis plus de 35 ans dans la publication d'ouvrages-conseils et de référence destinés à accompagner les étudiants ainsi que les adultes dans leurs choix scolaires et professionnels.
Au seul chapitre de la « carrière », Septembre Éditeur produit pas moins de dix séries d’ouvrages distinctifs, dont plusieurs sont renouvelés et publiés annuellement.
La qualité de plusieurs de ses publications a été reconnue et saluée par la remise de prix décernés par des organismes divers incluant l’Ordre professionnel des conseillers et conseillères d’orientation et des psychoéducateurs et psychoéducatrices du Québec.
Septembre éditeur est également propriétaire du site monemploi.com, un portail spécialisé qui fournit une aide stratégique à toute personne concernée par sa formation et / ou sa carrière, quel que soit son âge, son statut ou ses champs d'intérêts.